# 1411

## Esdeveniments
Països Catalans
Resta del món
- 25 de setembre - Vinaròs (el Baix Maestrat): els adversaris dels Trastàmara hi celebren corts.

## Naixements
Països Catalans
Resta del món
- 21 de setembre Ricard Plantagenet, tercer duc de la Casa de York.

## Necrològiques
Països Catalans
Resta del món
- García Fernández de Heredia (1 de juny a La Almunia de Doña Godina, Aragó). Arquebisbe de Saragossa i destacat antiurgellista, possiblement a mans de l'urgellista Anton de Luna.